# Gary Tyler

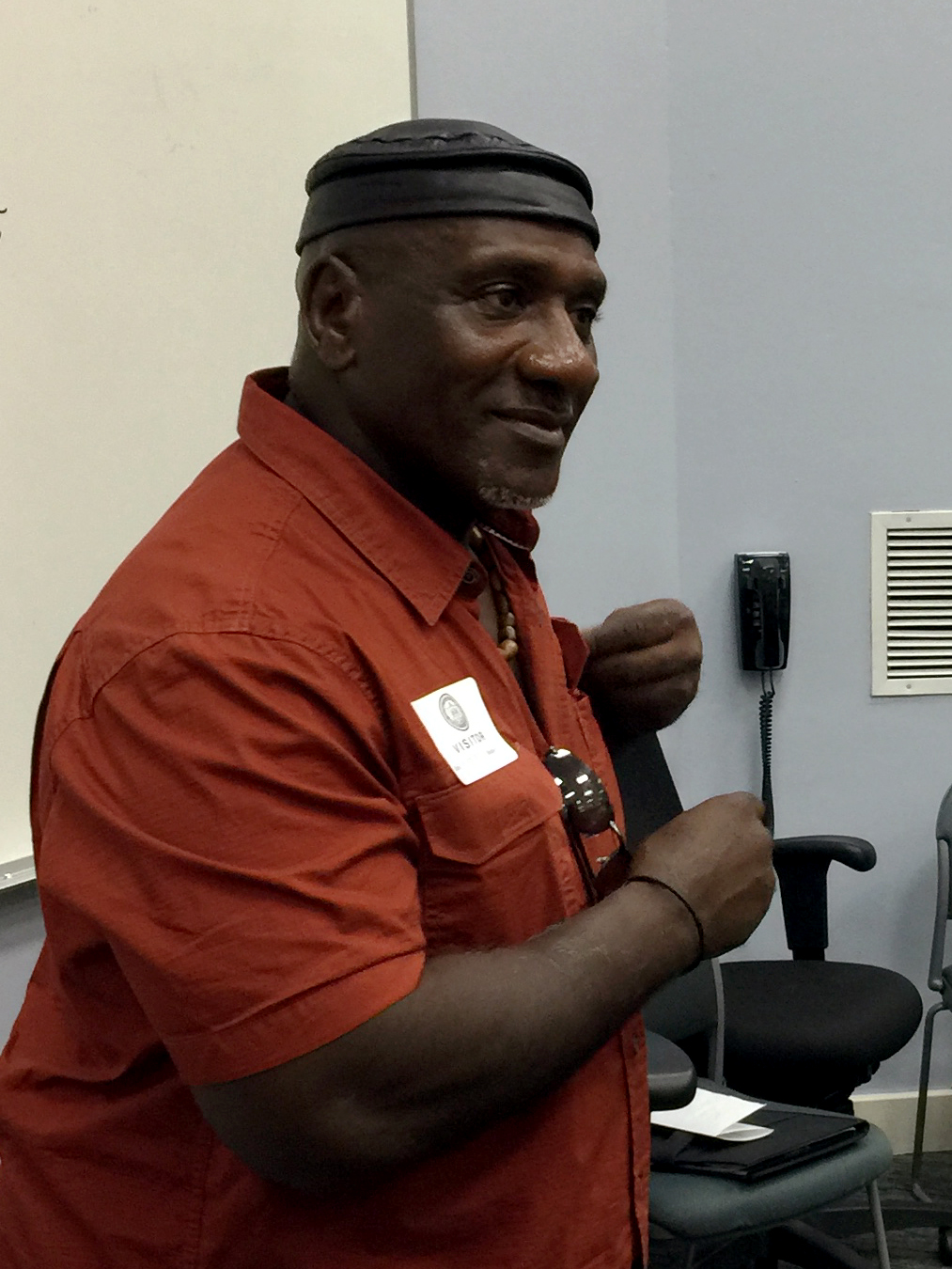
Gary Tyler (2017)

Gary Tyler (* 1958) ist ein ehemaliger US-amerikanischer Häftling.
Der farbige Schüler aus St. Rose, Louisiana, wurde als 17-Jähriger der Erschießung eines 13-jährigen weißen Jungen für schuldig befunden und zum Tode verurteilt. Zwischen 1977 und 1981 befasste sich der United States Court of Appeals for the Fifth Circuit mit dem Urteil. Es wurde in lebenslange Haft umgewandelt. Tyler wurde von Menschenrechtsorganisationen unterstützt, politische Organisationen und auch Sportler setzten sich für ihn ein. Am 29. April 2016 kam er schließlich nach vier Jahrzehnten frei.

## Kulturelle Rezeption
- Gil Scott-Heron sang 1978 über Tyler in dem Lied Angola, Louisiana auf dem Album Secrets.
- UB40 veröffentlichten 1980 auf ihrem Debütalbum den Song Tyler. 2008 griffen sie das Thema in dem Lied Rainbow Nation wieder auf.
- Die Band Chumbawamba befasste sich mit dem Fall 2008 in dem Lied Waiting for the Bus auf dem Album The Boy Bands Have Won.

| Personendaten    | Personendaten              |
| ---------------- | -------------------------- |
| NAME             | Tyler, Gary                |
| KURZBESCHREIBUNG | US-amerikanischer Häftling |
| GEBURTSDATUM     | 1958                       |